# Heteromeringia trimaculata
Heteromeringia trimaculata är en tvåvingeart som beskrevs av Mitsuhiro Sasakawa 1993. Heteromeringia trimaculata ingår i släktet Heteromeringia och familjen träflugor.
Artens utbredningsområde är Singapore. Inga underarter finns listade i Catalogue of Life.